# Bivajoče
Bivajoče (grško τὸ ὅν: tò ón; latinsko ens; nemško das Seiende; angleško being) v pomenu vsega, kar obstaja oziroma eksistira in ni nebivajoči nič. V filozofiji razumemo besedo »bivajoče« na več načinov, ki se lahko pomensko prekrivajo s pomeni biti, bitje in soštvo. Slednje se uporablja nekoliko manj pogosteje. Vpraševanje po bivajočnosti bivajočega, zakaj bivajoče biva in zakaj ni raje nič, odsotnost vsakršnega bivajočega, velja za enega najpomembnejših filozofskih problemov. Na kaj je tisto poslednje bivajoče (substanca, bitnost), ki je temelj oziroma podlaga vsakega bivanja ter se vsako drugotno bivajoče nanaša na to prvotno, so različna filozofska obdobja odgovarjala drugače. Problem bivajočega se ne pojavi samo v zahodni filozofiji (antična, krščanska, arabska filozofija) pač pa tudi v vzhodni filozofiji (hinduistične daršane in budistične šole).

## Filozofija kot »znanost«o bivajočem
Aristotel govori o prvi filozofiji kot o znanosti o bivajočem. Ostale znanosti si samo razmejijo posamezne dele bivajočega, ne proučujejo pa bivajočega kot celote. Bivajoče se po Aristotelu izreka na mnogotero načinov: kot bitnosti (stvari, predmeti) in njihove lastnosti. Naloga prve filozofije je, da pozorno spreglejuje vse oblike bivajočega, kolikor je bivajoče, posamezne znanosti pa se naj ukvarjajo s posameznimi oblikami bivajočega. 
Primer šolskega prostora: bivajoč je prostor učilnice, bivajoči so učitelj in učenci v učilnici, njihovi problemi, bivajoč je zrak, ki ga dihajo, bivajoča je šolska tabla, na katero piše učitelj, bivajoča je temnozelena barva table, bivajoč je matematični problem, ki si ga učitelj zamisli, bivajoče so posamezne misli učitelja, bivajoča je krivulja, ki jo učitelj riše na tablo, bivajoče je število zapisano na tabli, itn. Za vsakim posameznim primerom bivajočega se ukvarja določena znanost. Molekule v zraku proučuje kemija, števila matematika, način poučevanja didaktika, duševne probleme posameznikov psihologija,..., ipd. Bivajoče kot celoto, ne glede na posamezne uprimeritve bivajočega, proučuje filozofija, v Aristotelovem primeru »prva filozofija«, kot disciplina filozofije pa metafizika oziroma ontologija.